# Sabeísmo
Sabeísmo era a religião dos antigos sabeus, do Reino de Sabá, no atual Iêmen. Pouco se sabe hoje sobre sua organização, e embora admitisse uma multiplicidade de deuses menores, parecia estar centralizada  em torno de uma divindade solar suprema denominada Almaqah (ou Ilmuqah), conforme indicado pelo Alcorão.